# الستاموني
قرية الستامونى، قرية تتبع لمركز بلقاس التابع لمحافظة الدقهلية في جمهورية مصر العربية. بها مركزاً للشرطة تأسس سنة 2017. حسب إحصاءات سنة 2006، بلغ إجمالي السكان في الستامونى 33517 نسمة، منهم 17043 ذكر و16474 أنثى.